# Letnjaja poezdka k morju
Letnjaja poezdka k morju (Летняя поездка к морю) è un film del 1978 diretto da Semёn Davidovič Aranovič.

## Trama
Il film racconta degli studenti che si recarono nelle isole di Novaja Zemlja nel 1942 per attrezzare le basi di cibo per i marinai. E improvvisamente i tedeschi compaiono sull'isola.